# Jacobus Deketh

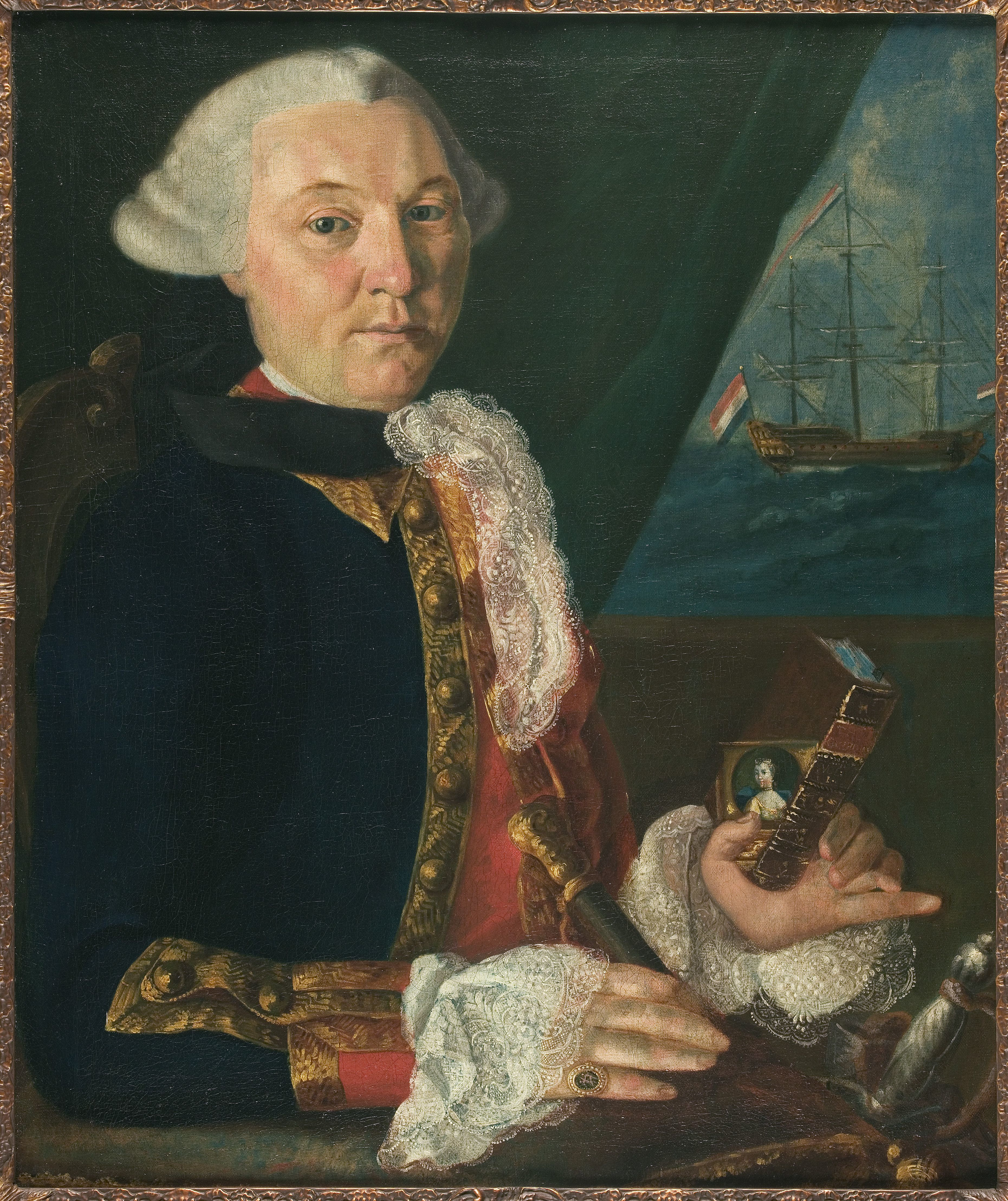
Jacobus Deketh in 1761, schilderij in collectie van het Fries Scheepvaart Museum

Jacobus Deketh (Harlingen, 1726 – Zeewijk (Almenum), 26 juli 1764) was kapitein bij de Friese Admiraliteit.
Hij is de zoon van Jan Goverts Deketh en Anna Gardinius. Op 9 april 1726 werd hij in de Grote kerk te Harlingen gedoopt. Zijn vader kreeg in 1701 een baan als ambtenaar van de ontvanger-generaal van de Friese Admiraliteit. Vanaf 1721 nam hij zelf de functie van ontvanger-generaal waar. Moeder Anna Gardinius was ook al verbonden aan de Friese Admiraliteit, zij was de weduwe van de kapitein Peter Coderq. Ook Jacobus rolde zo de marinewereld in. Op zijn 18e, in 1744 voor hij als luitenant voer hij voor de eerste keer naar Oost-Indië. Later zou hij, ook als kapitein, meerdere malen de tocht ondernemen om konvooien te beschermen, maar ook om strijd te leveren tegen Franse marineschepen waarmee de Republiek door de Oostenrijkse Successieoorlog in conflict was. Na 1758 nam de carrière van Deketh een vlucht. In 1759 werd hij benoemd tot kapitein bij de Friese Admiraliteit en in 1760 voerde hij het bevel over de Prins Willem met, een fregat met 36 kanonnen. Hiermee begeleidde hij verschillende konvooien naar onder meer Italië, Engeland en Frankrijk. Daarnaast ondernam hij in opdracht van de republiek verschillende reizen naar Algiers waarvoor hij geschenken meebracht. Deze reizen hadden tot doel de Barbarijse zeerover gunstig te stemmen, die in die tijd de Middellandse Zee onveilig maakte.